# Het Bleekertje

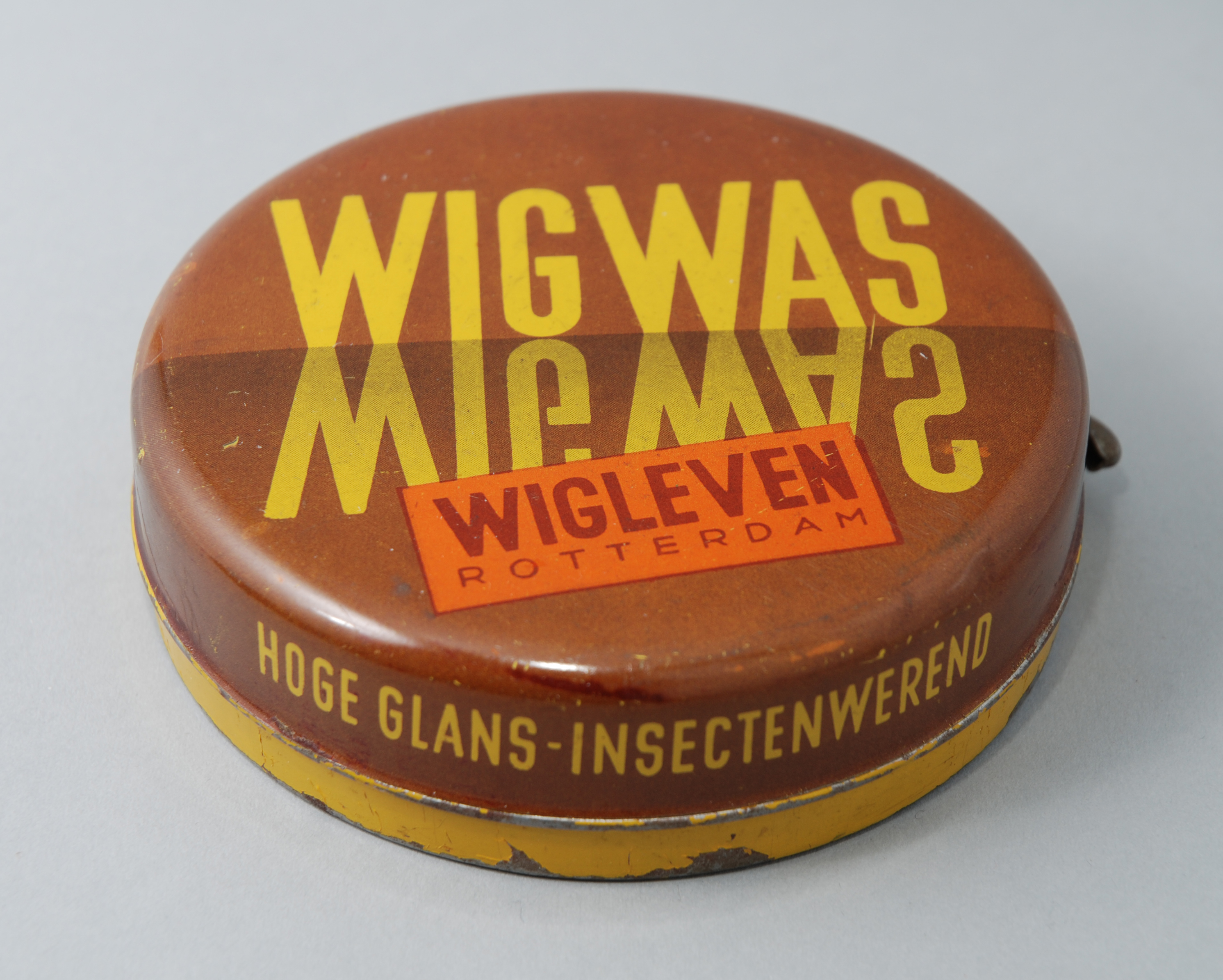
Wigwas

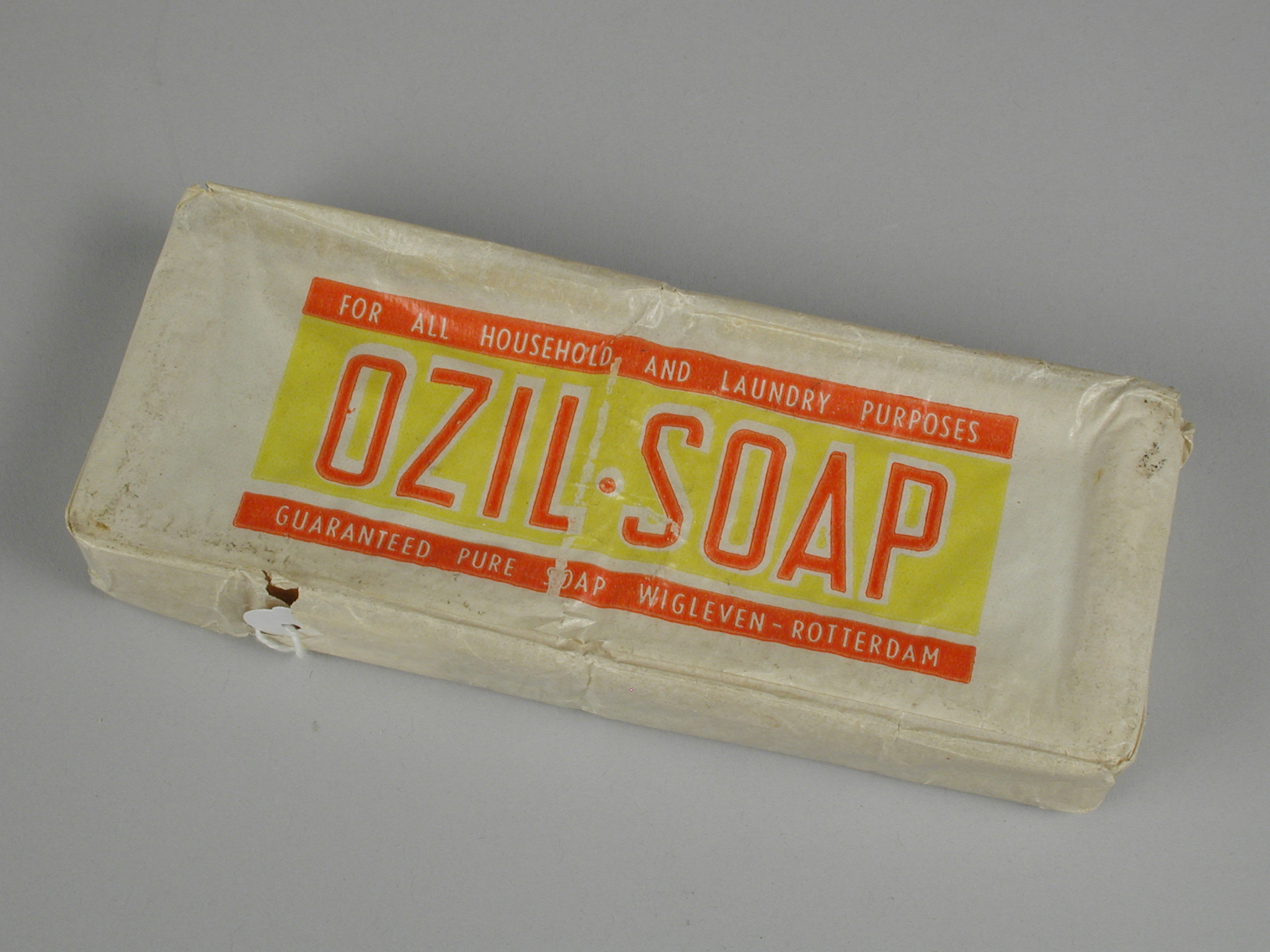
Ozil-zeeptabletten

Zeepfabriek Het Bleekertje was een fabriek te Rotterdam die bestaan heeft van 1921-1968.

## Geschiedenis
De fabriek werd in 1921 opgericht door vader en zoon Johann Hubert Wigleven als firma J.H. Wigleven. Ze had ten doel: het fabriceren van zeep en zeeppoeder en het drijven van engroshandel in wasch- en poetsartikelen. Het bedrijf was gevestigd aan de Persoonshaven. Er waren meerdere zeepziederijen in Rotterdam actief, maar die werkten op ambachtelijke basis. 'Het Bleekertje' daarentegen groeide uit tot een groot bedrijf, vergelijkbaar met het in het nabije Delfshaven gevestigde Kortman & Schulte.
De Wiglevens bedachten zelf tal van nieuwe producten, op een aantal daarvan werd patent verworven. De gevoerde merken waren onder meer: 'Ozil' huishoudzeep, 'Proper' huishoudzeep, 'Blanco' voor de koppelriemen van militairen, 'Bartex' scheercrème, 'White Rose' fijnwasmiddel, afwasmiddelen, 'Wirol' smeermiddel voor rollerbanen voor melkbussen in zuivelfabrieken, en 'Salto', een wasmiddel in een glazen fles, waarin zich in de hals een glazen bol bevond die als knikker kon worden gebruikt. Andere lokkertjes waren plaatjes, spelletjes als tangram, zegeltjes en dergelijke. Naast de merkartikelen produceerde men voor grootverbruikers.
In de hoogtijdagen telde het bedrijf ongeveer 100 medewerkers.

## Neergang
Het aanvankelijk succesvolle bedrijf was na de Tweede Wereldoorlog niet opgewassen tegen de concurrentie van met name Unilever en Henkel. Omstreeks 1960 waren er nog 30 medewerkers. Delen van het bedrijf werden opgeheven en merken zoals Bartex werden verkocht. In 1968 werd Het Bleekertje gesloten.

## Zevenbergen
Gelieerd aan het bedrijf waren de Chemische fabriek "Git" en de Eerste Nederlandsche Oliehandel voor plantaardige en dierlijke oliën. In een vestiging te Zevenbergen aan de Huizersdijk werd stearine en oleïne geproduceerd. In de volksmond werd dit de vetfabriek of vetkaai genoemd. De fabriek verhuisde begin jaren 1970 van de 20e eeuw naar de Schansdijk en werd in 1988 gekocht door chemiebedrijf Caldic, dat er koelmiddelen en dergelijke ging vervaardigen.

## Externe bron
- Het Bleekertje